# Anomalosiphum indigoferae
Anomalosiphum indigoferae är en insektsart. Anomalosiphum indigoferae ingår i släktet Anomalosiphum och familjen långrörsbladlöss. Inga underarter finns listade i Catalogue of Life.